# ۱۱۷ (قمری)
۱۱۷ قمری صد و هفدهمین سال در گاه‌شماری هجری قمری است.

## درگذشت‌ها
- فاطمه بنت حسین بن علی
- سکینه بنت حسین بن علی
- عبدالله بن ابی‌ملیکه، راوی حدیث و قاضی طائف در دوره عبدالله بن زبیر